# Torneo masculino de hockey sobre césped en los Juegos Olímpicos de Los Angeles 1984
El torneo masculino de hockey sobre hierba en los Juegos Olímpicos de Los Angeles 1984 se llevó a cabo en el Estadio Weingart del 29 de julio al 11 de agosto de 1984.
Pakistán ganó la medalla de oro por tercera vez al derrotar a Alemania Occidental 2-1 en la final. Gran Bretaña ganó la medalla de bronce al derrotar a Australia por 3-2. 

## Primera fase
Los primeros dos equipos de cada grupo alcanzan las semifinales. El tercer y cuarto de cada grupo disputan los puestos del quinto al octavo. 

### Grupo A
| Equipo                    | J | G | E | P | GF | GC | DG  | PTS |
| ------------------------- | - | - | - | - | -- | -- | --- | --- |
| Australia (AUS)           | 5 | 5 | 0 | 0 | 17 | 4  | +13 | 10  |
| Alemania Occidental (RFA) | 5 | 3 | 1 | 1 | 12 | 4  | +8  | 7   |
| India (IND)               | 5 | 3 | 1 | 1 | 14 | 9  | +5  | 7   |
| España (ESP)              | 5 | 2 | 0 | 3 | 11 | 12 | -1  | 4   |
| Malasia (MAS)             | 5 | 1 | 0 | 4 | 6  | 17 | -11 | 2   |
| Estados Unidos (USA)      | 5 | 0 | 0 | 5 | 4  | 18 | -14 | 0   |

| Fecha y sede                                     | Partido   | Partido | Partido        | Resultado |
| ------------------------------------------------ | --------- | ------- | -------------- | --------- |
| 29-07-1984, 13:45, Estadio Weingart, Los Ángeles | Australia | -       | Malasia        | 5:0       |
| 29-07-1984, 15:30, Estadio Weingart, Los Ángeles | España    | -       | Alemania       | 1:3       |
| 29-07-1984, 17:15, Estadio Weingart, Los Ángeles | India     | -       | Estados Unidos | 5:1       |
| 31-07-1984, 08:30, Estadio Weingart, Los Ángeles | Australia | -       | España         | 3:1       |
| 31-07-1984, 10:15, Estadio Weingart, Los Ángeles | Alemania  | -       | Estados Unidos | 4:0       |
| 31-07-1984, 16:15, Estadio Weingart, Los Ángeles | India     | -       | Malasia        | 3:1       |
| 02-08-1984, 08:30, Estadio Weingart, Los Ángeles | España    | -       | India          | 3:4       |
| 02-08-1984, 10:15, Estadio Weingart, Los Ángeles | Malasia   | -       | Estados Unidos | 4:1       |
| 02-08-1984, 16:30, Estadio Weingart, Los Ángeles | Australia | -       | Alemania       | 3:0       |
| 04-08-1984, 08:30, Estadio Weingart, Los Ángeles | Alemania  | -       | Malasia        | 5:0       |
| 04-08-1984, 10:15, Estadio Weingart, Los Ángeles | Australia | -       | India          | 4:2       |
| 04-08-1984, 14:30, Estadio Weingart, Los Ángeles | España    | -       | Estados Unidos | 3:1       |
| 06-08-1984, 08:30, Estadio Weingart, Los Ángeles | Australia | -       | Estados Unidos | 2:1       |
| 06-08-1984, 10:15, Estadio Weingart, Los Ángeles | España    | -       | Malasia        | 3:1       |
| 06-08-1984, 14:30, Estadio Weingart, Los Ángeles | Alemania  | -       | India          | 0:0       |

### Grupo B
| Equipo              | J | G | E | P | GF | GC | DG  | PTS |
| ------------------- | - | - | - | - | -- | -- | --- | --- |
| Reino Unido (GBR)   | 5 | 4 | 1 | 0 | 10 | 5  | +5  | 9   |
| Pakistán (PAK)      | 5 | 2 | 3 | 0 | 16 | 7  | +9  | 7   |
| Países Bajos (NED)  | 5 | 3 | 1 | 1 | 16 | 9  | ̟+7  | 7   |
| Nueva Zelanda (NZL) | 5 | 1 | 2 | 2 | 10 | 10 | 0   | 4   |
| Kenia (KEN)         | 5 | 1 | 0 | 4 | 5  | 14 | -9  | 2   |
| Canadá (CAN)        | 5 | 0 | 1 | 4 | 7  | 19 | -12 | 1   |

## Fase final
|  | Semifinales | Semifinales |          |          | Final        | Final        |  |
|  | 9 de agosto | 9 de agosto |          |          | 11 de agosto | 11 de agosto |  |
|  |             |             |          |          |              |              |  |
|  |             |             |          |          |              |              |  |
|  | Alemania    | 1           |          |          |              |              |  |
|  | Alemania    | 1           |          |          |              |              |  |
|  | Reino Unido | 0           |          |          |              |              |  |
|  | Reino Unido | 0           |          | Alemania | 1            |              |  |
|  |             |             |          | Alemania | 1            |              |  |
|  |             |             | Pakistán | 2        |              |              |  |
|  | Australia   | 0           | Pakistán | 2        |              |              |  |
|  | Australia   | 0           |          |          |              |              |  |
|  | Pakistán    | 1           |          |          | Tercer lugar | Tercer lugar |  |
|  | Pakistán    | 1           |          |          | Tercer lugar | Tercer lugar |  |
|  |             |             |          |          |              |              |  |
|  |             |             |          |          | Reino Unido  | 3            |  |
|  |             |             |          |          | Reino Unido  | 3            |  |
|  |             |             |          |          | Australia    | 2            |  |
|  |             |             |          |          | Australia    | 2            |  |
|  |             |             |          |          |              |              |  |

## Clasificación final
| Puesto | Equipo         |
| ------ | -------------- |
| 1.º    | Pakistán       |
| 2.º    | Alemania       |
| 3.º    | Reino Unido    |
| 4.º    | Australia      |
| 5.º    | India          |
| 6.º    | Países Bajos   |
| 7.º    | Nueva Zelanda  |
| 8.º    | España         |
| 9.º    | Kenia          |
| 10.º   | Canadá         |
| 11.º   | Malasia        |
| 12.º   | Estados Unidos |

## Goleadores
| Jugador                 | Selección      | Goles |
| ----------------------- | -------------- | ----- |
| Hasan Sardar            | Pakistán       | 10    |
| Terry Wlash             | Australia      | 10    |
| Sean Kerly              | Reino Unido    | 7     |
| Mervyn Fernandis        | India          | 6     |
| Vineet Sharma           | India          | 6     |
| Nigel Patmore           | Australia      | 5     |
| Manzoo Hussain          | Pakistán       | 5     |
| Carlos Roca             | España         | 5     |
| Michael Rutledge        | Canadá         | 4     |
| Tom Van 't Hek          | Países Bajos   | 4     |
| Peter Daji              | Nueva Zelanda  | 4     |
| Jaime Arbos             | España         | 4     |
| Heiner Dopp             | Alemania       | 4     |
| Peter Haselhurst        | Australia      | 3     |
| Mohamed Shahid          | India          | 3     |
| Cees Diepeveen          | Países Bajos   | 3     |
| Ties Kruize             | Países Bajos   | 3     |
| Brian Spencer           | Estados Unidos | 3     |
| Craig Davies            | Australia      | 2     |
| Neki Sandhu             | Canadá         | 2     |
| Bob Cattrall            | Reino Unido    | 2     |
| Carvalho                | India          | 2     |
| Chris Otambo            | Kenia          | 2     |
| Parminder Singh Saini   | Kenia          | 2     |
| Soon Ow                 | Malasia        | 2     |
| Sarjit Singh            | Malasia        | 2     |
| Cheo Tam                | Malasia        | 2     |
| Marteen Van Grimbergen  | Países Bajos   | 2     |
| Jan Kruize              | Países Bajos   | 2     |
| Laurence Gallen         | Nueva Zelanda  | 2     |
| Arthur Parkin           | Nueva Zelanda  | 2     |
| Hanif Khan              | Pakistán       | 2     |
| Andrew Stone            | Estados Unidos | 2     |
| Stefan Blöcher          | Alemania       | 2     |
| Carsten Fischer         | Alemania       | 2     |
| Michael Peter           | Alemania       | 2     |
| Colin Batch             | Australia      | 1     |
| Ernest Cholakis         | Canadá         | 1     |
| Trevor Porritt          | Canadá         | 1     |
| Paul Barber             | Reino Unido    | 1     |
| Stephen Batchelor       | Reino Unido    | 1     |
| Richard Dodds           | Reino Unido    | 1     |
| James Duthie            | Reino Unido    | 1     |
| Zafar Iqbal             | India          | 1     |
| Charanjit Kumar         | India          | 1     |
| Hardeep Singh           | India          | 1     |
| Lucas Alubaha           | Kenia          | 1     |
| Michael Chew            | Malasia        | 1     |
| Keat Foo                | Malasia        | 1     |
| Shurentheran Murungasen | Malasia        | 1     |
| Peter Van Asbeck        | Países Bajos   | 1     |
| Williem Van Asbeck      | Países Bajos   | 1     |
| Theo Doyer              | Países Bajos   | 1     |
| René Klaassen           | Países Bajos   | 1     |
| Stuart Grimshaw         | Nueva Zelanda  | 1     |
| Grant McLeod            | Nueva Zelanda  | 1     |
| Peter Miskimmin         | Nueva Zelanda  | 1     |
| Khalid Hamid            | Pakistán       | 1     |
| Kaleemullah Khan        | Pakistán       | 1     |
| Ignacio Cobos           | España         | 1     |
| Santiago Malgosa        | España         | 1     |
| Gary Newton             | Estados Unidos | 1     |
| Reinhard Krull          | Alemania       | 1     |
| Thomas Reck             | Alemania       | 1     |
| Ekkhard Schmidt-Opper   | Alemania       | 1     |
| Markku Slawyk           | Alemania       | 1     |

## Medallero
| Evento           | Oro | Plata | Bronce |
| ---------------- | --- | --- | --- |
| Torneo masculino | Pakistán (PAK) Syed Ghulam Moinuddin Qasim Zia Nasir Ali Abdul Rashid Al-Hasan Ayaz Mahmood Naeem Akhtar Kalimullah Khan Manzoor Hussain Hassan Sardar Hanif Khan Khalid Hamid Shahid Ali Khan Tauqeer Dar Ishtiaq Ahmed Saleem Sherwani Mushtaq Ahmad | Alemania (RFA) Christian Bassemir Stefan Blöcher Dirk Brinkmann Heiner Dopp Carsten Fischer Tobias Frank Volker Fried Thomas Gunst Horst-Ulrich Hänel Karl-Joachim Hürter Andreas Keller Reinhard Krull Michael Peter Thomas Reck Ekkhard Schmidt-Opper Markku Slawyk | Reino Unido (GBR) Paul Barber Stephen Batchelor Kulbir Bhaura Robert Cattrall Richard Dodds James Duthie Norman Hughes Sean Kerly Richard Leman Stephen Martin Billy McConnell Veryan Pappin Jon Potter Mark Precious Ian Taylor David Westcott |